# 納瓦拉特河
納瓦拉特河（西班牙語：Río Nahualate）是危地馬拉的河流，位於該國西南部，發源自恰帕斯州馬德雷山脈，河道全長130公里，流域面積1,941平方公里，最終注入太平洋。